# Sabrina the Teenage Witch (serie de televisión)
Sabrina the Teenage Witch (Sabrina, la bruja adolescente en Hispanoamérica, o Sabrina, cosas de brujas en España) es una sitcom estadounidense basada en el cómic homónimo de Archie Comics. El show se estrenó el 27 de septiembre de 1996 en la cadena ABC con 17 millones de espectadores y finalizó el 24 de abril de 2003. 
La serie estuvo protagonizada por Melissa Joan Hart interpretando a Sabrina Spellman, una adolescente estadounidense que, en su decimosexto cumpleaños, descubre que tiene poderes mágicos (una desviación de Archie Comics, donde conoce sus poderes mágicos desde muy temprana edad, como se revela en "Sabrina - That Cute Little Witch"). Ella vive con sus tías de 600 años, las brujas Hilda (Caroline Rhea) y Zelda (Beth Broderick), y su gato mágico parlante Salem -que es, en realidad,  un mago condenado a vivir en forma de gato como castigo por haber intentado conquistar el mundo- (con la voz de Nick Bakay) en 133 Collins Road en el suburbio ficticio de Westbridge en Boston, Massachusetts, en donde transcurre la mayor parte de la serie.
Las primeras cuatro temporadas de la serie se emitieron en ABC, desde el 27 de septiembre de 1996 hasta el 5 de mayo de 2000; las últimas tres temporadas se transmitieron en The WB desde el 22 de septiembre de 2000 al 24 de abril de 2003. La serie también fue transmitida en Nickelodeon desde el 2003 hasta el 2007 en Estados Unidos, pero solo repeticiones ya que este canal no produjo la serie. En Latinoamérica la serie fue emitida por Nickelodeon desde 1999 hasta el 2006.

## Trama
La serie se enfoca en Sabrina Spellman (Melissa Joan Hart), que es una estudiante de 16 años que vive en una casa de aspecto victoriano en Westbridge, Boston, Massachusetts, con sus dos tías Hilda y Zelda Spellman (Caroline Rhea y Beth Broderick respectivamente) y su gato parlante Salem Saberhagen (con la voz original de Nick Bakay).
Sabrina llevaba la vida normal y corriente de una chica de su edad, va a la escuela preparatoria, le gusta ir a la pizzería Slicery con sus amigos. Pero todo cambia radicalmente cuando llega su 16.º cumpleaños y sus tías le revelan el gran secreto de la familia: son brujas, incluida ella aunque ella es mitad bruja y mitad mortal. Desde ese momento Sabrina va descubriendo sus poderes, que su gato Salem en realidad es un hombre que quería dominar el mundo, al cual su castigo fue quedar convertido en gato, e incluso que ese normal armario donde guardaban las toallas es en realidad un paso para ir a El Otro Reino (la otra esfera en España), una dimensión en la que viven brujos y brujas y que les ofrece la posibilidad de poder ir a Marte o a la Luna, entre otras muchas cosas, como viajes en el tiempo y espacio.
La serie retrata la adolescencia de Sabrina, en la primera temporada conoce a su primer novio, Harvey Kinkle (Nate Richert), a su enemiga Libby Chessler (Jenna Leigh Green) o a su primera mejor amiga Jennifer Kelley (Michelle Beaudoin). En esta temporada, Sabrina descubre muchos hechos detrás de su vida normal, como la edad de sus tías, que superan los 600 años, y sus deberes como bruja, pues la magia en adolescentes está restringida. Uno de esos requisitos es que no puede ver a su madre, pues es mortal y no una persona mágica, verla significaría que ésta fuera convertida en cera. En la segunda temporada, tras la salida de la serie de Jennifer, Sabrina conoce a otra chica tímida llamada Valerie Birkhead (Lindsay Sloane), quien se vuelve su nueva mejor amiga. En la segunda temporada Sabrina y Harvey deciden conocer y salir con otras personas, aunque al final ambos descubren que prefieren estar juntos. La segunda y tercera temporada, Sabrina debe trabajar para obtener su licencia como bruja y poder utilizar la magia libremente, para ello, el Consejo de Brujas le asigna a un sinodal, encargado de enseñar a Sabrina para que pase su prueba. Cuando Sabrina acredita sus pruebas, debe descubrir el secreto familiar de los Spellman para poder utilizar la licencia de brujas.
En la cuarta temporada, después de recibir su licencia de bruja experta, se convierte en institutriz de una chica llamada Dreama (China Shavers) y aparece su peor pesadilla: un mortal que es cazabrujas, llamado Brad Alcerro (Jon Huertas) quien se convierte en el mejor amigo de Harvey. El Director Willard Kraft (Martin Mull), por su parte, se enamora de Zelda Spellman después de terminar con Hilda. Además aparece alguien muy especial para ella, Josh, (David Lascher), a quien una vez besó, pero, desafortunadamente, Harvey los encontró. Al finalizar la temporada, el consejo de Brujas le avisa a Sabrina que el mortal Harvey Kinkle ya no puede olvidar cuando ha sido hechizado, porque alcanzó su límite de magia. Los hechizos afectan a Harvey, pero ya no puede olvidarlos, Harvey descubre que Sabrina es bruja y se molesta con ella por no decírselo, por lo cual terminan. Hilda compra una tienda de relojes y Zelda termina su relación con Kraft.
En la quinta temporada, después de terminar su noviazgo con Harvey y quedar como amigos, Sabrina termina sus estudios en la preparatoria, ingresa a la Universidad Addams y conoce nuevos amigos: Morgan Cavanaugh (Elisa Donovan), Roxie King (Soleil Moon Frye), una chica pesada que se convierte en su compañera de cuarto en el campus de la universidad, y Miles Goodman (Trevor Lissauer), quien cree en la existencia de seres de otros planetas y está interesado en la astronomía. En esta temporada, Sabrina no puede relacionarse con nadie porque sigue pensando en Harvey, y aunque Josh le interesa, éste se vuelve un tiempo el novio de Morgan. Hilda compra la cafetería donde Sabrina trabaja, luego que su negocio de relojes quebrara, mientras que Zelda se convierte en profesora de Física Cuántica en la Universidad Addams. Al final de la temporada, Sabrina y Josh se vuelven novios. En esta temporada se da un cambio importante en la trama. Los problemas de Sabrina dejan de ser de adolescente para convertirse en problemas de adulto joven, Sabrina ya no debe lidiar con permisos, novios o tener un auto, sino aprender de la responsabilidad de la escuela a la que asiste, equilibrar bien su tiempo, cuidar su dinero y trabajar. Sabrina usa cada vez menos su magia para resolver sus problemas y la serie se enfoca más en la vida de Sabrina y no en sus deberes como Bruja.
En la sexta temporada Sabrina y Josh se vuelven novios e ingresa a trabajar en el periódico en que trabaja Josh, mientras que continúa en la universidad. En esta temporada, Harvey se vuelve novio de Morgan, sin saber que ella vive con Sabrina. Cuando lo descubre, Harvey sigue con Morgan para estar cerca de Sabrina. Cuando Harvey descubre problemas con la magia de Sabrina es el único que puede ayudarla, o al menos avisarle a sus tías, por lo tanto crecen los celos de Josh al pensar que comparte un secreto con él. Al final de la sexta temporada, Josh decide irse de Boston a trabajar a Praga, porque siente que Sabrina no puede olvidar a Harvey. 
En la última temporada Sabrina conoce a Aaron (Dylan Neal), un nuevo pretendiente, con quien mantiene una relación larga. Sabrina decide casarse con Aaron, pero finalmente se da cuenta de que su alma gemela no es otro que Harvey, por ello huye de la iglesia y se va con él para estar juntos por siempre. 
Cada episodio tiene una moraleja y hace aprender a la protagonista que tiene que hacer las cosas correctas y a no entrometer su magia arbitrariamente en la vida de los mortales. No debe quitarle a otros sus posesiones, o se arriesga a perder lo suyo. No puede provocar enamoramiento en personas que no estaban destinadas a eso, porque se arriesga a que Cupido robe sus emociones. Tampoco puede eliminar la vergüenza, o estimular la ambición, ni darles talentos sorprendentes a los mortales, porque la reacción puede ser muy incontrolable. Los mortales pueden perder la humildad o la conciencia, por lo tanto Sabrina debe tener mucho cuidado cuando pretende ayudar a sus amigos usando magia, pues los resultados pueden ser muy peligrosos.
Un problema de la serie es la gran inconsistencia de las tramas. Originalmente se planeó para proyectar la adolescencia de Sabrina, pero debido al éxito, se alargó varias temporadas y varios argumentos quedaron inconclusos. La segunda y tercera temporada narran el segundo año de Sabrina en la preparatoria, pero en ambas hay un día de Halloween, y un día de Navidad, como si hubieran pasado dos años. En la cuarta temporada, Libby y Valerie se marchan de la serie; Libby se iba con familiares a otra ciudad y Valerie se mudaba a Europa con su familia por el trabajo de su padre. Para la cuarta temporada, Sabrina es obligada a ser instructora de Dreama, pero ésta sale de la serie y nadie la vuelve a mencionar en la quinta temporada. En ningún momento se supo que Dreama ya había terminado su instrucción. En la quinta temporada, Sabrina ya no tiene ningún deber con el consejo de Brujas, aunque no se explica porque no puede ver aún a su madre. Su tía Marygold y su hija Amanda, aparentemente habían perdido sus poderes de brujas, pero los recuperan sin mayor explicación. Para la séptima temporada, Hilda y Zelda desaparecen. Zelda se convierte en niña, dando sus años de vida para que Sabrina recuperara su forma, Hilda solo reaparece hasta el final de la serie. Miles también desaparece sin ninguna explicación y nunca más es mencionado.
Una curiosidad de la serie es que en muchos episodios han aparecido bandas o cantantes famosos de esa época como Britney Spears, Avril Lavigne, Backstreet Boys, Savage Garden, 'N Sync, Aaron Carter, Violent Femmes, Ashanti Douglas, Hanson, 10,000 Maniacs, entre otros.

## Elenco y personajes
| Personaje                         | Actor             | Actor de voz (España)     | Actor de voz (Hispanoamérica)                                              |
| --------------------------------- | ----------------- | ------------------------- | -------------------------------------------------------------------------- |
| Sabrina Spellman/Katrina Spellman | Melissa Joan Hart | Eva Díez                  | Vanessa Acosta (temp. 1) Xóchitl Ugarte (resto)                            |
| Hilda Spellman                    | Caroline Rhea     | María José Castro         | Dulce María Romay (temp. 1) Diana Pérez (resto)                            |
| Zelda Spellman                    | Beth Broderick    | María Julia Díaz          | Rebeca Manríquez (temp. 1) María Teresa Aviña (resto)                      |
| Salem Saberhagen                  | Nick Bakay        | Jesús Rodríguez (Rolo)    | Jesse Conde (temp. 1) Pablo Garozpe (resto)                                |
| Harvey Kinkle                     | Nate Richert      | Rafael Alonso Naranjo Jr. | Emmanuel Rivas (temp. 1) Víctor Ugarte (temp. 2-4) Allan Strempler (resto) |
| Jennifer Kelley                   | Michelle Beaudoin | Mar Bordallo              | Isabel Romo                                                                |
| Valery Birkhead                   | Lindsay Sloane    | Chelo Vivares             | Mónica Estrada (temp. 2) Romina Palorman (temp. 3)                         |
| Dreama                            | China Shavers     | Mar Bordallo              | —                                                                          |
| Drell                             | Penn Jillette     | Juan Luis Rovira          | Eduardo Borja (†)                                                          |
| Sr. Pool                          | Paul Feig         | Eduardo Jover             | Germán Fabregat                                                            |
| Libby Chessler                    | Jenna Leigh Green | Alicia Sáinz de la Maza   | Toni Rodríguez (temp. 1) Pilar Escandón (temp. 2) Liliana Barba (temp. 3)  |
| Director Willard Kraft            | Martin Mull       | Enrique Cazorla           | Jorge Santos                                                               |
| Roland                            | Phil Fondacaro    | Alfonso Laguna            | Gabriel Chávez                                                             |
| Sra. Quick                        | Mary Gross        | Amparo Climent            | —                                                                          |
| Josh Blackhart                    | David Lascher     | Iván Jara                 | Jorge García                                                               |
| Miles Goodman                     | Trevor Lissauer   | David Robles              | Gerardo García                                                             |
| Roxie King                        | Soleil Moon Frye  | Isacha Mengíbar           | Yotzmit Ramírez                                                            |
| Morgan Cavanough                  | Elisa Donovan     | Gloria Núñez              | Liliana Barba                                                              |
| Amanda Spellman                   | Emily Hart        | Sandra Jara               | Gaby Ugarte (temp. 1-4) Georgina Sánchez (resto)                           |
| Sinodal (Albert)                  | Alimi Ballard     | Jesús Maniega             | Sebastián Rosas                                                            |

## Historia y producción
El piloto no oficial de la serie fue la película para televisión de 1996 Sabrina the Teenage Witch. La película, producida por Viacom y Hartbreak Films y emitida en Showtime, estaba protagonizada por Melissa Joan Hart en el papel del personaje principal, Sabrina Sawyer, y Charlene Fernetz y Sherry Miller como las tías de Sabrina, Zelda y Hilda, respectivamente. Cuando la serie de televisión se estrenó en ABC ese mismo año, Hart se convirtió en Sabrina Spellman, y Beth Broderick y Caroline Rhea sustituyeron a Fernetz y Miller como Zelda y Hilda Spellman, respectivamente. En 2000, ABC abandonó la serie, que pasó a The WB. Cuando la audiencia empezó a decaer, la serie fue cancelada tras siete temporadas.
La serie de televisión fue producida por Hartbreak Films y Viacom Productions, con Finishing the Hat Productions involucrada sólo para la primera temporada.

### Secuencia de apertura
Los títulos de apertura de las tres primeras temporadas muestran a Sabrina frente a un espejo posando con cuatro trajes y atuendos diferentes mientras los nombres de los miembros del reparto parpadean rápidamente en la parte inferior de la pantalla. Los tres primeros trajes son siempre los mismos, pero el cuarto cambia de un episodio a otro. Al final, Sabrina decía algo relacionado con el último traje (a menudo un juego de palabras o un chiste relacionado con el traje o el contenido del episodio), y luego desaparecía mágicamente de la cabeza para abajo.
La secuencia de apertura se cambió para la cuarta temporada, con un tema completamente nuevo y los personajes principales de la serie, empezando por Sabrina, flotando en burbujas mientras sus nombres aparecen en letras doradas y una voz canta "Secret" de fondo.
Los créditos iniciales de las tres últimas temporadas van acompañados de un nuevo tema vocal y muestran a Sabrina en varios lugares de Boston: Harvard Bridge, Boston Common, Union Oyster House, Massachusetts State House, Quincy Market, Newbury Street, Harvard University, Tufts University y Beacon Hill. En los títulos de créditos de las temporadas 5 y 6, después de salir de Newbury Comics en Newbury Street, Sabrina baja un tramo de escaleras y los gráficos por ordenador meten a Sabrina en su habitación, tumbada en su cama junto a Salem. En la séptima y última temporada, la infografía muestra a Sabrina llegando a Scorch. Al empujar la puerta, aparece entrando en su casa para saludar a Roxie, Morgan y Salem.
La casa que aparece como residencia de las Spellman es una mansión victoriana situada en 64 E. Main St. en Freehold New Jersey. Los exteriores del instituto Westbridge son los del instituto Dwight Morrow High School en Englewood New Jersey.

### Salidas del elenco
La serie sufrió muchos cambios en el reparto, el primero de los cuales supuso la salida inexplicable de la mejor amiga de Sabrina, Jenny Kelly (Michelle Beaudoin), y de su profesor, el Sr. Pool (Paul Feig), al final de la primera temporada.
Al principio de la cuarta temporada, Valerie abandona definitivamente la serie junto con Libby. El personaje de Valerie se muda a Alaska con su familia, mientras que Libby se traslada a un internado.
Tras la cuarta temporada, varios actores secundarios abandonaron la serie, entre ellos Martin Mull y Nate Richert, que interpretaba a Harvey, el novio de Sabrina, desde la primera temporada. El personaje de Harvey abandonó para dar un aire diferente a la serie, ya que Sabrina estaba a punto de ir a la universidad. La decisión fue revocada más tarde, y Richert apareció en tres episodios de la quinta temporada y luego regresó como regular de la serie en las temporadas 6 y 7.
Tras la sexta temporada, Caroline Rhea y Beth Broderick, que habían interpretado a las tías de Sabrina desde el estreno de la serie, decidieron abandonar la serie. Cuando el personaje de Sabrina empezó a ir a la universidad, el papel de sus tías perdió importancia. Broderick consideró que el papel de Zelda no tenía nada más que ofrecer, mientras que Rhea consiguió su propio programa de entrevistas, The Caroline Rhea Show. Las tías se marcharon al Otro Reino, pero regresaron en el final de la serie. 
Trevor Lissauer, que interpretaba a Miles, el compañero de casa de Sabrina, dejó la serie tras aparecer en las temporadas 5 y 6. Los productores consideraron que su personaje no era adecuado para la serie. Los productores consideraron que su personaje no era bien recibido por los aficionados y también tuvieron que hacer algunos recortes presupuestarios para la séptima y última temporada de la serie. Miles nunca fue debidamente escrito, dejando su destino indeterminado.
El interés amoroso de Sabrina, Josh, interpretado por David Lascher, se fue a Praga después de aparecer en las temporadas 4 a 6; Lascher, al parecer, quería dedicarse a otros proyectos. Para llenar el vacío, los productores trajeron a Aaron, interpretado por Dylan Neal, como el interés amoroso de Sabrina en la última temporada de la serie.

## Emisión y estreno
En 2000, la cadena The WB retomó la serie después de que ABC la cancelara.

### Sindicación en Estados Unidos
La serie fue sindicada por Paramount Domestic Television para su emisión en televisoras locales, incluidas las filiales de WB propiedad de Tribune Broadcasting.
Las retransmisiones se han emitido en ABC Family, Nickelodeon/Nick at Nite, Noggin (como parte de su bloque adolescente The N), TeenNick, MTV2, Hub Network, Logo TV, Antenna TV y Fuse. Actualmente se emite en Rewind TV y está disponible en streaming en Hulu, The Roku Channel, Amazon Prime Video, Pluto TV y Paramount+.

### Sindicación internacional
En el Reino Unido, Sabrina se emitió anteriormente en ITV y Nickelodeon, mientras que más tarde comenzó a emitirse en Pop Girl, un canal infantil en abierto. La serie fue ligeramente editada para su contenido en los canales infantiles del Reino Unido. En julio de 2012, que anteriormente emitió las dos primeras temporadas y las dos películas posteriores antes de cerrar en octubre de 2015. Desde 2019 se emite en 4Music, y anteriormente en The Vault desde 2014 hasta su posterior cambio de marca como Trace Vault. En octubre de 2021, la serie completa estuvo disponible en streaming en Amazon Prime Video, pero fue retirada a finales de septiembre de 2022.
La serie puede verse en la República de Irlanda en RTÉ2 los días laborables a las 17:10 como parte del programa orientado a los jóvenes TRTÉ.
En Italia, la serie se emitió en Italia 1 bajo el nombre de Sabrina, vita da strega (Sabrina, la vida de una bruja) desde el 3 de septiembre de 1998 hasta el 28 de mayo de 2004.
En Australia, la serie se emitió en Eleven, el canal en abierto propiedad de Network Ten (en el que anteriormente se habían emitido repeticiones de Sabrina) a las 6:00 p. m. y hasta el 6 de diciembre de 2013, con repeticiones a las 12:30 a. m., siete días a la semana. Originalmente se emitió en Australia en Seven Network durante su primera temporada.
En Canadá, la serie está disponible en Paramount+ (antes CBS All Access) desde el lanzamiento internacional y el cambio de marca del servicio en 2021.
En Rusia, el primer programa de la serie tuvo lugar en el canal de televisión Russia 1 el 8 de noviembre de 2003, donde se emitió originalmente hasta el 31 de enero de 2004 con el nombre de "Academia de Brujería" y se emitió la primera temporada. Posteriormente, se emitieron las siete temporadas en el periodo 2004-2006 en el canal STS (estrenada el 9 de marzo de 2004).

### Medios domésticos
En 2007, CBS Home Entertainment (a través de Paramount Home Entertainment) lanzó las temporadas 1-3 en DVD. Posteriormente, CBS lanzó las temporadas 4-7 en DVD. El titular oficial de los derechos de autor de la serie (al igual que con todas las series producidas originalmente por Viacom Productions) es CBS Studios Productions, LLC. Para este lanzamiento de vídeo doméstico, la música se ha cambiado y muchos episodios están editados. Algunas actuaciones musicales fueron cortadas debido a la concesión de licencias de música.
El 27 de julio de 2010, Sabrina, the Teenage Witch: The Complete Series Pack -que incluía un DVD individual para cada una de las siete temporadas, con un total de 24 discos- fue lanzado en Estados Unidos por Paramount para la Region 1. El 16 de febrero de 2016, Sabrina, the Teenage Witch: The  Complete Series en DVD con 24 discos fue lanzada también en Estados Unidos por Paramount Pictures para la Región 1. El 15 de agosto del mismo año, Sabrina, the Teenage Witch: The Complete Enchanted Series en DVD con 24 discos fue lanzada en el Reino Unido por Universal Pictures para la Región 2. Más tarde, el 27 de enero de 2021, una edición reempaquetada y ligeramente más compacta del DVD ''Sabrina, the Teenage Witch: The  Complete Series Región 1 DVD set (todavía con 24 discos) fue lanzado desde los Estados Unidos por Paramount Home Entertainment.
El 21 de junio de 2023, Sabrina, the Teenage Witch: The Complete Collection, con 25 discos, fue lanzado en Australia por Via Vision para la Region 0, incluyendo las siete temporadas de la serie más las películas para televisión Sabrina Goes to Rome y Sabrina Down Under.

## Episodios
| Temporada | Temporada | Episodios | Episodios | Emisión original         | Emisión original         | Emisión original | Ranking | Audiencia (millones) |
| Temporada | Temporada | Episodios | Episodios | Primera emisión          | Última emisión           | Cadena           | Ranking | Audiencia (millones) |
| --------- | --------- | --------- | --------- | ------------------------ | ------------------------ | ---------------- | ------- | -------------------- |
|           | 1         | 24        | 24        | 27 de septiembre de 1996 | 17 de mayo de 1997       | ABC              | 41      | 9.3                  |
|           | 2         | 26        | 26        | 26 de septiembre de 1997 | 15 de mayo de 1998       | ABC              | 41      | 12.5                 |
|           | 3         | 25        | 25        | 25 de septiembre de 1998 | 21 de mayo de 1999       | ABC              | 41      | 12.2                 |
|           | 4         | 22        | 22        | 24 de septiembre de 1999 | 5 de mayo de 2000        | ABC              | 57      | 10.2                 |
|           | 5         | 22        | 22        | 22 de septiembre de 2000 | 18 de mayo de 2001       | The WB           | 124     | 3.8                  |
|           | 6         | 22        | 22        | 5 de octubre de 2001     | 10 de mayo de 2002       | The WB           | 140     | 3.1                  |
|           | 7         | 22        | 22        | 20 de septiembre de 2002 | 24 de abril de 2003      | The WB           | 146     | 3.0                  |
|           | Películas | Películas | Películas | 7 de abril de 1996       | 26 de septiembre de 1997 | Showtime ABC     | —       | —                    |

Durante sus cuatro años de emisión en ABC, Sabrina fue la serie de mayor audiencia de la cadena TGIF. En la temporada 2000-2001, la serie se trasladó a The WB tras una disputa con ABC. Aunque ABC estaba dispuesta a renovar la serie por una quinta temporada, la cadena no estaba dispuesta a pagar los 1,5 millones de dólares por episodio que Viacom Productions, productora de la serie, quería. The WB se hizo entonces con la serie por sólo 675.000 dólares por episodio, pero aceptó comprometerse a 66 episodios.

## Emisión
La serie de televisión ha sido emitida en muchos países, aquí se listan los países por orden alfabético en los que se emitieron, los nombres y las cadenas de televisión:
| País                 | Título                                                   | Canal de televisión |
| -------------------- | -------------------------------------------------------- | --- |
| Alemania             | Sabrina - Total verhext                                  | Pro 7 |
| Hispanoamérica       | Sabrina, La Bruja Adolescente                            | Nickelodeon Latinoamérica (1999-2006) Comedy Central Latinoamérica (2022-presente) MTV (2023) 1997 a 2000 canal 5 canal 4 televisa Univision Mexico |
| Argentina            | Sabrina, La Bruja Adolescente                            | Nickelodeon Latinoamérica / Azul Television / Telefe                                                                                                |
| Bolivia              | Sabrina, La Bruja Adolescente                            | Red PAT y Nickelodeon Latinoamérica |
| Chile                | Sabrina, La Bruja Adolescente                            | TVN, Canal 13 y Nickelodeon Latinoamérica |
| Asia                 | Sabrina, the teenage witch                               | Star World |
| Australia            | Sabrina, the teenage witch                               | TV1 & Network Ten |
| Austria              | Sabrina - Total verhext                                  | ORF1 |
| Bosnia               | Sabrina, tinejdžerska vještica                           | FTV |
| Brasil               | Sabrina, a Aprendiz de Feiticeira                        | Rede Record, Nickelodeon Brasil |
| Bulgaria             | Cабрина, младата вещица                                  | GTV |
| Costa Rica           | Sabrina, La Bruja Adolescente                            | XPERTV 33, Nickelodeon |
| Colombia             | Sabrina, La Bruja Adolescente                            | RCN Televisión, Nickelodeon Latinoamérica |
| Croacia              | Sabrina, Mala vještica                                   | RTL Televizija |
| Dinamarca            | Sabrina - Skolens Heks                                   | TV3 (Viasat) |
| Ecuador              | Sabrina, La Bruja Adolescente                            | Ecuavisa, Teleamazonas, Nickelodeon Latinoamérica                                                                                                   |
| El Salvador          | Sabrina, La Bruja Adolescente                            | Canal 2, Canal 6, Nickelodeon Latinoamérica |
| Eslovaquia           | Sabrina, mladá čarodjnica                                | TV Markíza, TV Doma, TV Fooor |
| Estados Unidos       | Sabrina, the Teenage Witch                               | ABC (1996-2000), The WB (2000-2003), Nickelodeon (2003-2007), TeenNick                                                                              |
| España               | Sabrina, cosas de brujas                                 | Antena 3, Cuatro, Nickelodeon España, Disney Channel España, Neox, MTV España, Granada Channel 1 y Comedy Central                                   |
| Finlandia            | Sabrina, Teininoita                                      | YLE TV2 |
| Filipinas            | Sabrina, the teenage witch                               | ABC 5, Nickelodeon, RPN 9 |
| Francia              | Sabrina, l´apprentie sorciére                            | France 2, Nickelodeon Teen, Canal J, Filles TV, Gulli, Nickelodeon, MTV France, Nickelodeon 4Teen                                                   |
| Guatemala            | Sabrina, La Bruja Adolescente                            | Nickelodeon |
| Honduras             | Sabrina, La Bruja Adolescente                            | Televicentro (El Cinco, Telesistema 3/7), Nickelodeon Latinoamérica                                                                                 |
| Hungría              | Sabrina, a tiniboszorkány                                | TV2, Viasat 3 |
| Irlanda              | Sabrina, the teenage witch                               | RTÉ2, Nickelodeon UK, ITV |
| Islandia             | Nornin Unga                                              | RÚV |
| Israel               | סברינה, המכשפה הצעירה (Sabrina, Hamekhashefa Ha-Tse´ira) | Channel 3 |
| Italia               | Sabrina, Vita da Strega                                  | Italia 1 |
| Japón                | サブリナ(Sabrina)                                        | Disney Channel, NHK |
| Malasia              | Sabrina, the teenage witch                               | NTV7. |
| México               | Sabrina, La Bruja Adolescente                            | Canal 5 y canal 4 (Televisa Univision), Nickelodeon Latinoamérica, Azteca 7                                                                         |
| Nicaragua            | Sabrina, La Bruja Adolescente                            | Nicarao TV |
| Noruega              | Heksen Sabrina                                           | TV3 (Viasat) |
| Países Bajos         | Sabrina, the teenage witch                               | Nickelodeon, The Box |
| Panamá               | Sabrina, La Bruja Adolescente                            | Tele 7, RPC, Nickelodeon Latinoamérica |
| Paraguay             | Sabrina, La Bruja Adolescente                            | SNT Cerro Corá, Paravisión |
| Perú                 | Sabrina, La Bruja Adolescente                            | América Television, Frecuencia Latina, Red TV; Nickelodeon Latinoamérica                                                                            |
| Polonia              | Sabrina, nastoletnia czarownica                          | Polsat |
| Portugal             | Sabrina, a bruxinha adolescente                          | RTP 2, Nickelodeon España, MTV Portugal |
| Reino Unido          | Sabrina, the teenage witch                               | ITV, Nickelodeon UK, Pop Girl, 4Music |
| República Checa      | Sabrina, mladá čarodějnice                               | TV Prima |
| República Dominicana | Sabrina, La Bruja Adolescente                            | Tele Antillas |
| Rusia                | Сабрина — маленькая ведьма                               | STS |
| Serbia               | Sabrina, Veštica tinejdžerka                             | RTS |
| Suecia               | Sabrina Tonårshäxan                                      | TV3, Nickelodeon Scandinavia y Kanal 5 |
| Suiza                | Sabrina - Total verhext                                  | SF2 |
| Turquía              | Sihirli Cadı Sabrina                                     | ATV, MTV, Nickelodeon |
| Uruguay              | Sabrina, La Bruja Adolescente                            | Canal 10 / Nickelodeon Latinoamérica |
| Venezuela            | Sabrina, La Bruja Adolescente                            | Venevisión, Televen, Nickelodeon Latinoamérica |

## En otros medios
La serie dio lugar a una banda sonora en 1998 y al lanzamiento de varios videojuegos multiplataforma a partir de 1999. Se produjo una serie de libros basados en episodios de la serie, así como la revista quincenal Los secretos de Sabrina. 

### Banda sonora
El 27 de octubre de 1998, Geffen Records lanzó una banda sonora para la serie. El álbum contiene canciones de artistas pop contemporáneos como Spice Girls, Backstreet Boys y Britney Spears. También incluye la versión de Melissa Joan Hart de "One Way or Another" del episodio de la segunda temporada "The Band Episode". El álbum fue certificado disco de Oro por la RIAA en Estados Unidos, doble de Platino en Canadá, y ha vendido más de 700.000 copias en todo el mundo. 

### Videojuegos
El 11 de junio de 1999, Knowledge Adventure a través de Simon & Schuster Interactive y Havas Interactive anunciaron oficialmente los videojuegos Sabrina the Teenage Witch: Spellbound, Sabrina the Teenage Witch: Brat Attack y Sabrina, la bruja adolescente: Bundle of Magic para los sistemas operativos Macintosh y Microsoft Windows.
El 29 de marzo de 2001, Knowledge Adventure a través de Simon & Schuster Interactive y Havas Interactive anunciaron oficialmente el videojuego Sabrina the Teenage Witch: A Twitch in Time! para el sistema de juegos PlayStation.
| Título                                       | Plataforma                              | Desarrollador                | Productora                                                            | Lanzamiento                                  |
| -------------------------------------------- | --------------------------------------- | ---------------------------- | --------------------------------------------------------------------- | -------------------------------------------- |
| Sabrina the Teenage Witch: Spellbound        | Macintosh, Microsoft Windows            | Havas Interactive            | Knowledge Adventure (Havas Interactive), Simon & Schuster Interactive | 27 de agosto de 1999                         |
| Sabrina the Teenage Witch: Bundle of Magic   | Microsoft Windows, Macintosh            | Havas Interactive            | Knowledge Adventure (Havas Interactive), Simon & Schuster Interactive | 27 de agosto de 1999                         |
| Sabrina the Teenage Witch: Brat Attack       | Macintosh, Microsoft Windows            | Havas Interactive            | Knowledge Adventure (Havas Interactive), Simon & Schuster Interactive | 8 de noviembre de 1999                       |
| Sabrina the Teenage Witch: A Twitch in Time! | PlayStation                             | Havas Interactive            | Knowledge Adventure (Havas Interactive), Simon & Schuster Interactive | 30 de marzo de 2001                          |
| Sabrina the Teenage Witch: Potion Commotion  | Game Boy Advance                        | Ubisoft                      | Ubisoft                                                               | 25 de abril de 2002, 1 de septiembre de 2002 |
| Sabrina the Teenage Witch Triple Pack        | Microsoft Windows, Hybrid PC, Macintosh | Simon & Schuster Interactive | Simon & Schuster Interactive                                          | 27 de febrero de 2004                        |

## Serie Animada
Un spin-off animado de la serie, Sabrina: The Animated Series, comenzó a emitirse durante la cuarta temporada de la serie de acción real. El papel de Sabrina fue interpretado por la hermana pequeña de Hart, Emily Hart. Melissa Joan Hart puso voz a ambas tías, Hilda y Zelda, y Nick Bakay retomó su papel de Salem. A esta serie le siguió una película para televisión, Sabrina: Friends Forever, que a su vez fue seguida por otra serie titulada Sabrina's Secret Life. Ni Emily Hart ni Melissa Joan Hart regresaron para la película de televisión ni para la serie de seguimiento. También estaba previsto el estreno de un spin-off animado centrado en el gato Salem en la temporada 2001-02 antes de ser desechada.
Un nuevo spin-off animado fue producido por Hub Network en 2013 llamado Sabrina: Secrets of a Teenage Witch. En esta versión, Sabrina (a la que pone voz Ashley Tisdale) es una princesa bruja en entrenamiento para poder gobernar algún día el otro reino.